# Jan Polák
Jan Polák (sinh ngày 14 tháng 3 năm 1981) là một cựu cầu thủ bóng đá Cộng hòa Séc.
Khi còn thiếu niên anh đã gia nhập các câu lạc bộ 1. FC Brno và Tatran Bohunice. Từng là một thành viên của đội tuyển U-21 Séc, Polák, cùng với các đồng đội như Petr Čech và Milan Baroš, là thành viên của đội tuyển vô địch U-21 châu Âu năm 2002.
Năm 2005 anh chuyển từ câu lạc bộ ở giải vô địch Giải vô địch bóng đá Séc là Slovan Liberec đến câu lạc bộ ở Bundesliga 1. FC Nurnberg với mức phí chuyển nhượng 1,5 triệu bảng Anh. Trong cùng năm này lần đầu tiên Karel Brückner huấn luyện anh ở đội tuyển quốc gia.
Thàng 8 năm 2007 Anderlecht mua Polak. Anh khoác áo số 8. Mức giá chuyển nhượng được công bố là 3,5 triệu bảng Anh. Polak là cầu thủ có giá đắt thứ nhì trong lịch sử Anderlecht, cũng như là một trong những vụ chuyển nhượng đắt nhất của bóng đá Bỉ. Với vị trí tiền vệ trung tâm, Polak giữ một vai trò quan trọng trong đội hình của Anderlecht ở Giải vô địch bóng đá Bỉ mùa bóng 2007-08 và Cúp UEFA 2007-08.